# Catedral de Trani
La catedral de Trani és una església romànica construïda devora la mar, molt a prop del port. És un dels edificis més importants de la ciutat i una de les imatges més conegudes de la Pulla a Itàlia.
La construcció va començar el 1097 i va continuar fins 1142-43. Es va construir amb pedra de tova calcària sobre les ruïnes de l'església de Santa Maria della Scala.
Respecte a l'exterior, la Catedral té una façana que s'assembla a la de Pisa, amb una rosassa i una escala de doble rampa que condueix al portal de bronze, creat per l'escultor Barisano da Trani l'any 1180, mentre que un campanar domina l'edifici.
Per al campanar de 60 m es va fer ús, a sota, d'arcs ogivals, fet inusual en termes arquitectònics, però que li dona us aspecte més lleuger.

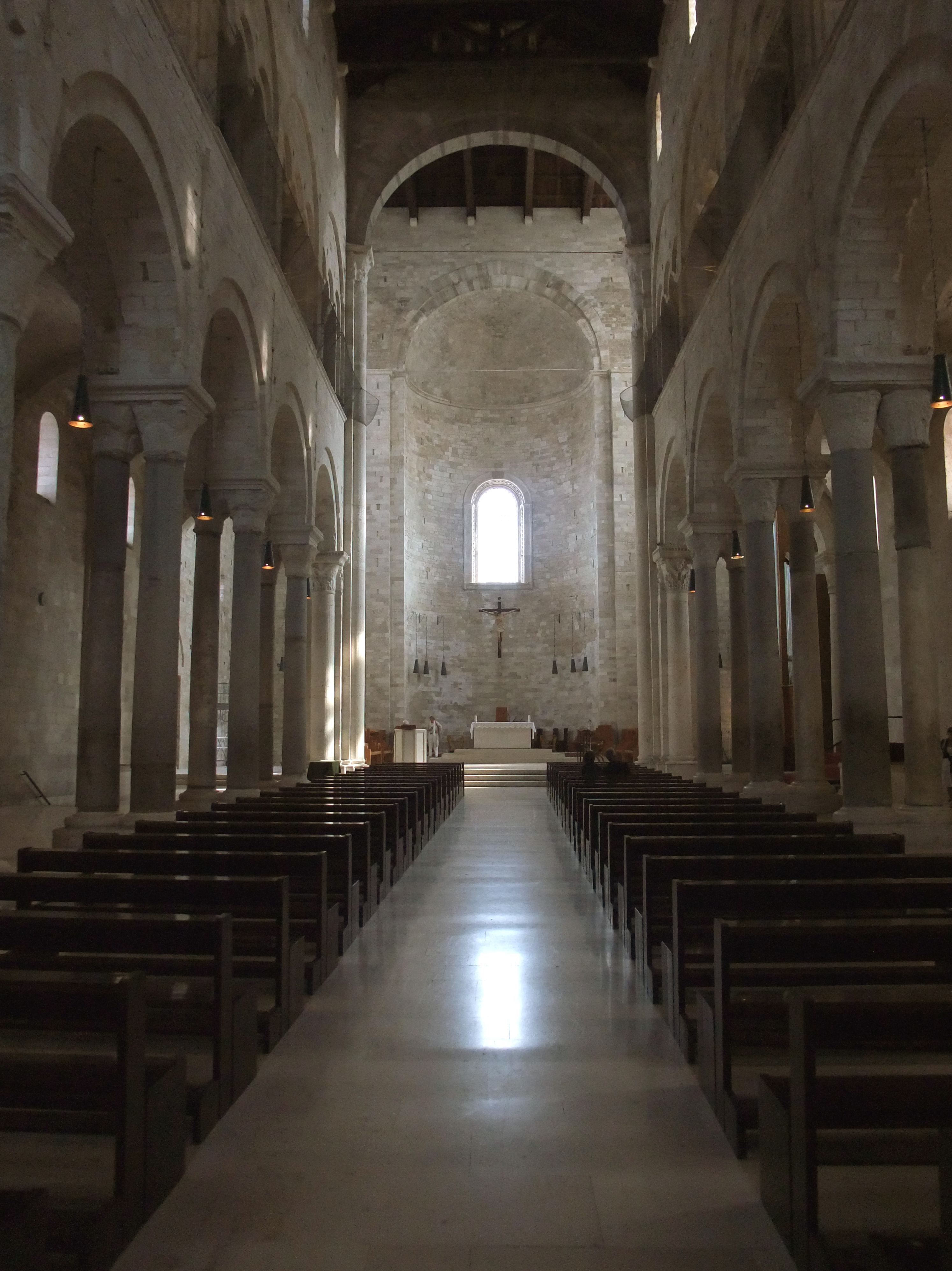
Interior de la Catedral de Trani

L'interior, amb una decoració sòbria, té tres naus i tres absis semicirculars. Una sèrie de dobles columnes separen la nau central de les dues laterals. Des de l'interior es pot accedir a una primera cripta, on hi ha l'església de Santa Maria que conserva parts del pis original fet de mosaic.
Una escala condueix a la segona cripta, dedicada a Sant Nicola Pellegrino (Sant Nicolàs Pelegrí), on es conserven les restes del sant. Al nivell inferior hi ha l'hipogeu de San Leucio, que s'estén per sota del nivell del mar.